# Arne Kilsby

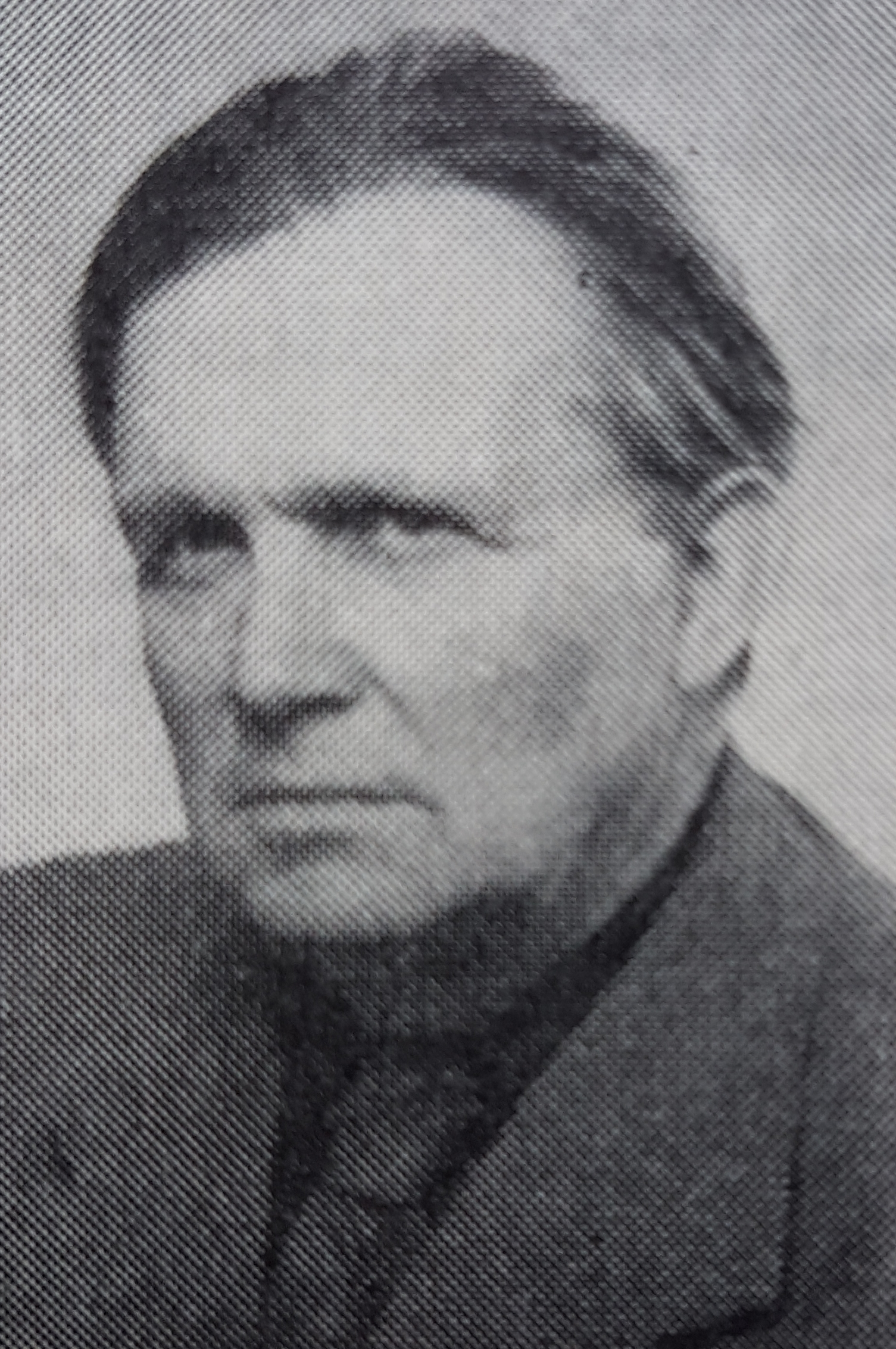

Arne Erik Kilsby, född 24 september 1895 i Visnum i Värmland, död 1989, var en svensk målare. 
Kilsby studerade konst vid Althins målarskola 1919 samt vid Konsthögskolan 1920-1922. Han fortsatte därefter studierna hos Othon Friesz i Paris.
Kilsby debuterade i Värmländska konstförbundets utställning i Karlstad 1927. Året efter deltog han med 25 verk i konstnärsgruppen De 13 i en utställning på Liljevalchs konsthall. Separat ställde han ut på Modern konst i hemmiljö i Stockholm 1945 samt på Värmlands museum 1931 och 1951.
Hans konst består av stilleben, porträtt och intima landskapsskildringar. Kilsby är representerad på Värmlands museum, Statens konstråd, Södersjukhuset, S:t Eriks och S:t Görans sjukhus i Stockholm.